# Petroleum Resources Kutubu Hekari United Football Club
Il Petroleum Resources Kutubu Hekari United Football Club, noto più semplicemente come PRK Hekari United, è una società calcistica della Papua Nuova Guinea con sede nella città di Port Moresby. Inizialmente il club era denominato PRK Souths United.

## Storia
Il club fu fondato nel 2006 da Sir Kapi-Natto, un imprenditore e proprietario terriero della zona del lago Kutubu che sin dagli anni settanta aveva finanziato lo sviluppo di diverse discipline sportive in Papua Nuova Guinea.
La squadra ha vinto le prime quattro edizioni della National Soccer League, il campionato semi-professionistico creato nel 2006. Dopo aver vinto per la prima volta la NSL affrontò in una doppia gara di andata e ritorno la squadra vincitrice del National Championship, il campionato amatoriale preesistente alla nuova lega, per assegnare il posto riservato alla Papua Nuova Guinea nelle competizioni della OFC. Le gare si svolsero il 9 e il 16 dicembre 2006 e videro il PRK sconfitto per 2-1 in entrambe le partite ad opera del club University di Port Moresby.
Nella stagione 2007/08 chiuse la stagione regolare in testa conquistando 29 punti in 12 partite. Nei playoff sconfisse prima il Morobe Kumuls per 3-1 e poi nella gran finale il Gelle Hills United per 3-2 grazie ad una tripletta del bomber Kema Jack.
Nell'annata successiva la squadra chiuse la prima fase del campionato sempre al primo posto con 37 punti realizzati in 14 partite. Nella semifinale dei play-off si impose di misura sui Welgris Highlanders guadagnandosi l'accesso alla finale da giocare contro i Rapatona Tigers. Dopo due rinvii, rispettivamente al 22 marzo e al 28 marzo 2008, la federazione decise di assegnare il titolo all'Hekari senza disputare la finale.
Nella stagione 2009/10 il club si è aggiudicato il suo quarto titolo nazionale. Dopo una prima fase chiusa con 14 punti di vantaggio sulla seconda, nei playoff la squadra si è imposta largamente prima sull'University Inter per 7-1 e poi sul Gigira Laitepo Morobe per 5-0.
L'annata 2010/11 ha visto l'Hekari United ancora vincitore nel campionato nazionale: dopo aver concluso la stagione regolare con 10 vittorie e un solo pareggio in 11 gare disputate, i campioni in carica hanno eliminato nella semifinale dei playoff il Besta PNG FA Under-20 (5-1) prima di sconfiggere per 4-0 gli Eastern Stars nella gran finale.
Al termine della stagione 2011/12 l'Hekari United si impone nuovamente in ambito nazionale battendo per tre reti a zero gli Eastern Stars, già finalisti nell'edizione precedente del torneo.

### Risultati internazionali
Ha partecipato a tre edizioni della OFC Champions League: nell'edizione 2008/09 si è classificata al secondo posto nel girone eliminatorio che comprendeva anche i figiani del Ba e i salomonesi del Koloale.
Nell'edizione 2009-10 ha vinto il girone che comprendeva i figiani del Lautoka, i salomonesi del Marist e i vanuatuani del Tafea, qualificandosi per la finale da disputarsi contro i neozelandesi del Waitakere United. Il 17 aprile 2010 ha vinto la finale di andata, disputata a Port Moresby, col risultato di 3 a 0; il 2 maggio è stato sconfitto dai neozelandesi per 2-1 nella finale di ritorno ma il risultato è stato sufficiente per aggiudicarsi la OFC Champions League, divenendo la prima compagine non proveniente da Australia e Nuova Zelanda a vincere il trofeo. Con questo successo si è qualificata all'edizione 2010 del Mondiale di calcio per club, in programma a dicembre negli Emirati Arabi Uniti. La partecipazione al torneo organizzato dalla FIFA non è però delle migliori, il club viene immediatamente eliminato perdendo 3-0 lo spareggio d'accesso contro i padroni di casa del Al-Wahda Sports Cultural Club e classificandosi dunque come ultimo tra le sette squadre partecipanti.
La partita di qualificazione è stata a senso unico; la squadra emiratina si è portata in vantaggio 2-0 nel primo tempo (Hugo al 40º minuto e Fernando Baiano al 44°) per poi dilagare nella seconda metà con il nazionale Jumaa.
Nell'edizione 2011-12 è stata sorteggiata nel girone comprendente il Koloale, l'Auckland City e l'Amicale F.C.. Ha concluso la manifestazione classificandosi seconda nel girone eliminatorio, frutto di 3 vittorie, 2 pareggi e una sconfitta, fallendo la qualificazione alla finale della manifestazione.

## Rosa 2016
| N. |                               | Ruolo | Calciatore            |
| -- | ----------------------------- | ----- | --------------------- |
| 1  | Papua Nuova Guinea (bandiera) | P     | Leslie Kalai          |
| 2  | Papua Nuova Guinea (bandiera) | D     | Daniel Joe            |
| 3  | Papua Nuova Guinea (bandiera) | D     | Otto Kusunan          |
| 5  | Figi (bandiera)               | D     | Remueru Tekiate       |
| 6  | Figi (bandiera)               | D     | Pita Baleitoga        |
| 7  | Vanuatu (bandiera)            | C     | John Alick            |
| 8  | Papua Nuova Guinea (bandiera) | C     | Papalau Awele         |
| 9  | Papua Nuova Guinea (bandiera) | A     | Karo Ila              |
| 10 | Isole Salomone (bandiera)     | A     | Tutizama Tanito       |
| 11 | Figi (bandiera)               | A     | Elkington Molivakarua |
| 12 | Papua Nuova Guinea (bandiera) | C     | David Muta            |
| 13 | Papua Nuova Guinea (bandiera) | A     | Tommy Semmy           |

| N. |                               | Ruolo | Calciatore     |
| -- | ----------------------------- | ----- | -------------- |
| 14 | Papua Nuova Guinea (bandiera) | C     | Emmanuel Simon |
| 16 | Papua Nuova Guinea (bandiera) | D     | Jeremy Yasasa  |
| 17 | Papua Nuova Guinea (bandiera) | C     | Wira Wama      |
| 19 | Papua Nuova Guinea (bandiera) | D     | Koriak Upaiga  |
| 20 | Papua Nuova Guinea (bandiera) | P     | Ishmael Pole   |
| 21 | Vanuatu (bandiera)            | C     | Barry Mansale  |
| 23 | Isole Salomone (bandiera)     | C     | Joses Nawo     |
| 24 | Isole Salomone (bandiera)     | C     | Matthias Iani  |
| 25 | Papua Nuova Guinea (bandiera) | D     | Felix Komolong |
| 26 | Papua Nuova Guinea (bandiera) | D     | Sam Campbell   |
| 27 | Isole Salomone (bandiera)     | A     | Gagame Feni    |

Lista presentata per la partecipazione alla Coppa del mondo per club FIFA 2010

## Palmarès

### Competizioni nazionali
- National Soccer League: 9

2006, 2007-2008, 2008-2009, 2009-2010, 2010-2011, 2011-2012, 2013, 2014, 2023

### Competizioni internazionali
- OFC Champions League: 1

2009-2010

### Altri piazzamenti
- National Soccer League:

Secondo posto: 2015-2016, 2019
- OFC Champions League:

Finalista: 2025
Semifinalista: 2008-2009